# Ring Ka King
Ring Ka King (em hindi:  रिंग का किंग, em inglês:  King of the Ring, em português:  Rei do ringue) foi uma promoção de wrestling profissional com base na Índia, que era apoiada pela Total Nonstop Action Wrestling (TNA). As filmagens para o produto da promoção de televisão começou em dezembro de 2011, com o apoio da Endemol e estreou na Índia na Colors TV em 28 de janeiro de 2012. A primeira temporada de 26 episódios, se encerrou em 22 de abril.
Jeff Jarrett é responsável pela promoção, trabalhando ao lado de Dutch Mantel, Lagana Dave, Sonjay Dutt e Borash Jeremy. Savio Vega é responsável pela formação do talento indiano na Ohio Valley Wrestling.

## Plantel

### Lutadores
| Nome no ringue        | Nome Real                | Notas                                  |
| --------------------- | ------------------------ | -------------------------------------- |
| Abyss                 | Chris Parks              |                                        |
| Aghori Saaya          | Manjit Singh             |                                        |
| American Adonis       | Chris Mordetzky          |                                        |
| Barood                | Sandeep                  |                                        |
| Bulldog Hart          | Harry Smith              |                                        |
| Chavo Guerrero Jr.    | Salvador Guerrero        |                                        |
| Deadly Danda          | Saurabh Gujjar           |                                        |
| Dr. Nicholas Dinsmore | Nicholas Dinsmore        |                                        |
| Gurv Sihra            | Desconhecido             |                                        |
| Harv Sihra            | Desconhecido             |                                        |
| Isaiah Cash           | Drew Hankinson           |                                        |
| Jeff Jarrett          | Jeffrey Jarrett          | Fundador e Chefe da RDX"               |
| Jimmy Rave            | James Guffey             |                                        |
| Joey Hollywood        | Joseph Meehan            |                                        |
| Jwala                 | Tajinder                 |                                        |
| Mahabali Veera        | Amanpreet Singh          |                                        |
| Maxx B                | Max Basnet               |                                        |
| Mumbai Cats           | Desconhecido             |                                        |
| Pagal Parinda         | Vikash Kumar             |                                        |
| Pathani Patthe 1      | Ashab Ahmad Malik Hashim |                                        |
| Pathani Patthe 2      | Desconhecido             |                                        |
| Roscoe Jackson        | William Mueller          |                                        |
| Romeo Rapta           | Dinesh Kumar Rapta       |                                        |
| Scott Steiner         | Scott Rechsteiner        |                                        |
| Sheik Abdul Bashir    | Dara Daivari             |                                        |
| Sheik Mustafa Bashir  | Arya Daivari             |                                        |
| Shera                 | Harjeet Singh            | Tradutora americana de Adonis/Lutadora |
| Sir Brutus Magnus     | Nicholas Aldis           |                                        |
| Sonjay Dutt           | Retesh Bhalla            |                                        |
| Tony Broadway         | James Maritato           |                                        |
| TNT                   | Juan Rivera              |                                        |
| Yamamotoyama          | Yamamotoyama Ryūta       |                                        |
| Zema Ion              | Michael Paris            |                                        |
| Zoravar               | Sarvesh Kumar            |                                        |

### Lutadoras
| Ring name                 | Real name        | Notes                                                                                |
| ------------------------- | ---------------- | ------------------------------------------------------------------------------------ |
| Alissa Flash/Raisha Saeed | Melissa Anderson | Como Raisha Saeed, diretor da The Sheiks (Sheik Abdul Bashir e Sheik Mustafa Bashir) |
| Mickie James              | Mickie James     |                                                                                      |
| Angelina Love             | Lauren Williams  |                                                                                      |

### Gerentes
| Ring name       | Real name       | Notes                              |
| --------------- | --------------- | ---------------------------------- |
| Dave Lagana     | Dave Lagana     | Escritor chefe                     |
| Dutch Mantell   | Wayne Keown     |                                    |
| Jeremy Borash   | Jeremy Borash   | Entrevistador Anunciador de ringue |
| Jazzy Lahoria   | Jazzy Lahoria   | Comissário (kayfabe)               |
| Joe Bath        | Joe Bath        | Comentarista                       |
| Keith Mitchell  | Keith Mitchell  | Produtor                           |
| Kubra Sait      | Kubra Sait      | Anunciador de ringue               |
| Rick Fansher    | Rick Fansher    | Diretor                            |
| Rudy Charles    | Daniel Engler   | Árbitro                            |
| Ram Mennon      | Ram Mennon      | Entrevistador                      |
| Siddarth Kannan | Siddarth Kannan | Comentarista                       |
| Harbhajan Singh | Harbhajan Singh | Promotor                           |
| Savio Vega      | Juan Rivera     | Treinador                          |

## Transmissões internacionais
| Country        | Network      | Ref |
| -------------- | ------------ | --- |
| Canadá         | Rogers Cable |     |
| Reino Unido    | Sky          |     |
| Estados Unidos | Dish Network |     |